# Aderus castaneus
Aderus castaneus é uma espécie de inseto besouro da família Aderidae. Foi descrita cientificamente por George Charles Champion em 1920.

## Distribuição geográfica
Habita no Bornéu.